# Чистерна ди Латина
Чистѐрна ди Латѝна (на италиански: Cisterna di Latina) е град и община в Централна Италия, провинция Латина, регион Лацио. Разположен е на 77 m надморска височина. Населението на общината е 35 551 души (към 2010 г.).